# Бялка (Ленчинський повіт)
Бялка (пол. Białka) — село в Польщі, у гміні Мілеюв Ленчинського повіту Люблінського воєводства. Населення — 368 осіб (2011).

## Історія
Село згадується в акті першої половини XV століття, за яким земля в Бялці передавалася «священику руському і церкві».
У 1975—1998 роках село належало до Люблінського воєводства.

## Демографія
Демографічна структура станом на 31 березня 2011 року:
|          | Загалом | Допрацездатний вік | Працездатний вік | Постпрацездатний вік |
| -------- | ------- | ------------------ | ---------------- | -------------------- |
| Чоловіки | 183     | 40                 | 119              | 24                   |
| Жінки    | 185     | 42                 | 88               | 55                   |
| Разом    | 368     | 82                 | 207              | 79                   |